# جون عصفور
جون عصفور (1945-2014) كان شاعراً وكاتباً ومعلماً لبنانياً كندياً، ولد في في عيتانية في لبنان، أصيب في عينيه عندما انفجرت قنبلة في وجهه خلال الأزمة اللبنانية عام 1958، وكان عمره حينها ثلاثة عشر. انتقل إلى كندا في 1968،  وأصبح أستاذاً للأدب في مونتريال، كيبيك. ألف خمسة مجلدات شعرية بالإنجليزية، ومجلدين بالعربية، وقد قام باختيار وتحرير وترجمة الأنثولوجيا التاريخية "عند حرق الكلمات: مختارات من الشعر العربي الحديث"، وشارك في تأليفها مع أليسون بورش، في عامي 2005 و2007 نظم وعقد مؤتمرين حول المهاجرين العرب وحقوقهم وواجباتهم لصالح وزارة الهجرة في كيبيك، توفي عام 2014 في مقر إقامته في مونتريال كيبيك.

## جوائز
- جائزة FG Bressani الأدبية
- جائزة المجلس الكندي للفنون جوزيف ستافورد.
- 2009: الكاتب الافتتاحي للبيت، Historic Joy Kogawa House، فانكوفر [5]
- 2001-2004: رئيس اللجنة الاستشارية للشؤون العربية والإسلامية بوزارة التعددية الثقافية الكندية
- 1996-2002: رئيس الاتحاد العربي الكندي  [لغات أخرى]‏

## المنشورات
تشمل منشورات جون عصفور:

### كتب
بالفرنسية
2014: Les Yeux Bandés par John Asfour traduit par Jean-Pierre Pelletier éditions Le Noroît، 95 pp.
2009: Nisan: poésie
par John Asfour
traduit par Nadine Ltaif
éditions Le Noroît, 103 pp.
بالإنجليزية
- 2016: Mirrors of Absence, Guernica, 2015
- 2012: V6A: Writing from Vancouver’s Downtown Eastside

Edited by:
John Mikhail Asfour and Elee Kraljii Gardiner, forward by Gary Geddes
Arsenal Pulp Press, Vancouver, B.C.
2011: Blindfold
2009: Thursdays 2: Writings from the Carnegie Centre
Edited by:
Elee Kraljii Gardiner and John Mikhail Asfour
Otter Press, Vancouver, B.C.
1997: Fields of My Blood (شعر)، مطبعة إمبيريال، مونتريال، كيبيك، كندا
1994: Joy is Not My Profession/ الفرح ليس مهنتي: قصائد مختارة من محمد المغوط، عبر. و introd. مؤلف مشارك A. Burch، Véhicule Press، مونتريال، كيبيك، كندا
1994 و 1995: Corridors: A Concordia Anthology / الممرات: مختارات كونكورديا (شعر وخيال)، مساعد. محرر. مطبعة داون تاون، مونتريال.
1992: One Fish From the Rooftop / سمكة واحدة من السطح (شعر)، Cormorant Books، ماكسفيل، كندا. الفائز بجائزة 1994 FG Bressani الأدبية (فانكوفر، كولومبيا البريطانية).
1988، 1992: When The Words Burn / عندما تحترق الكلمات: مختارات من الشعر العربي الحديث، و 1993، 1995 1945 - 1987.
• Short-listed for the League of Poets Award / القائمة القصيرة لجائزة رابطة الشعراء (1990) وجائزة جون جلاسكو للترجمة (1990) في Cairo Press، القاهرة، مصر (1993)، وبواسطة Inforium Press، أنقرة، تركيا (1995)
1981: Land of Flowers and Guns / أرض الزهور والبنادق (شعر)، مقدمة. لويس دديك، كتب العاصمة، مونتريال، كيبيك، كندا.
1976: Nisan/ نيسان: كتاب شعر، كتب كمان، جامعة. صحافة نيو برونزويك، فريدريكتون، كندا
بالعربية
2000: الورود والبنادق (من الإنجليزية إلى العربية). المؤلف والترجمة. شارك في الترجمة حاتم سلمان. بيسان برس، بيروت ودمشق.
2000: سمكة واحدة من السطح (من الإنجليزية إلى العربية) المؤلف والترجمة. المترجم المساعد عبد الحكيم اجر. بيسان برس، بيروت ودمشق.
2002: عندما تحترق الكلمات (من الإنجليزية إلى العربية) ترجمة عبر منى فاضل. مطبعة أمواج، بيروت ودمشق.

## روابط خارجية
- موقع المؤلف
- "John Asfour",Circus of Words على يوتيوب